# 1807 en science-fiction
| Années de la science-fiction : 1804 - 1805 - 1806 - 1807 - 1808 - 1809 - 1810    |
| Décennies de la science-fiction : 1770 - 1780 - 1790 - 1800 - 1810 - 1820 - 1830 |

L'année 1807 a connu, en matière de science-fiction, les faits suivants :

## Naissances et décès

### Naissances
- 19 août : Jane Wells Webb Loudon, auteure anglaise et une des premières pionnières de la science-fiction[1], morte en 1858.